# سی‌اس‌اس جیمزتون
سی‌اس‌اس جیمزتون (به انگلیسی: CSS Jamestown) یک کشتی بود که طول آن ۲۵۰ فوت (۷۶ متر) بود. این کشتی در سال ۱۸۵۳ ساخته شد.